# Kurşunlu, Selendi
Kurşunlu là một xã thuộc huyện Selendi, tỉnh Manisa, Thổ Nhĩ Kỳ. Dân số thời điểm năm 2011 là 142 người.